# 德国国营铁路V180型柴油机车
德国国营铁路V180型柴油机车（德語：DR-Baureihe V 180；自1970年起改称118型，两德统一后改称228型）是德国国营铁路在民主德国产量最高的一款柴油机车型号。机车的制造商为巴伯尔斯贝格卡尔·马克斯机车厂，其开发旨在加速替换德国国营铁路的几款功率大于V100型柴油机车的蒸汽机车型号。

## 历史
巴伯尔斯贝格卡尔·马克斯机车厂最早是在1959年推出了两台采用B'B'轴式的V180型试产机车001号和002号。由于此时民主德国的工业能力尚不足以自主开发和制造一款完整的大型柴油机车所有组件，因此这些机车在交付时仍然搭载了福伊特提供的齿轮箱，并且不设加热锅炉。它们同时还配备有勃朗-包维利股份公司所生产的多单元列车控制装置。这两台些机车并没有被德国国营铁路所采用，而是分别于1965年和1966年在巴伯尔斯贝格工厂报废。进一步开发的另外两台试产机车在1962年出厂。随后，少量生产的5台正式机车以及编号至V180 087号的首批量产机车也在1963年至1965年间交付。这些机车均搭载了由人民企业约翰尼斯塔尔发动机厂提供的两台12 KVD 18/21 A-I型V12发动机，每台的额定功率为900匹马力。为满足支线铁路的运用需求，当局还开发了采用C'C'轴式的版本。1964年，这一轴式的首台机车——V180 201号机车正式出厂。随后生产的205台机车则根据新的定型方案以118型的型号交付。

## 构造
该机车拥有一个轻质结构的车架。在最初的版本中，它带有两副两轴转向架。这种变体不设有枢轴铰接，而是使用一款梯形的紧固带铰接。其一系悬挂是带有金属垫片的橡胶弹簧，二系悬挂则为板簧。
机车的中部是一台蒸汽锅炉，这与V100型机车的配置相同。两台柴油发动机的周边则排列了水箱和冷却装置，它们分别设于两端驾驶室的后部。驾驶室的下方是3台最高速度可达120公里/小时的液力传动换能器，直立电机和通风启动装置则被安装在此处的凸缘中。由电动机驱动的压缩机也位于驾驶室下方。开关箱则设于驾驶室的背墙上。
六轴版本的机车在出厂时便已配备了经过改良的12KVD18/21-A3型发动机，可输出1,000匹马力（736千瓦）的功率。在随后的发动机更换中，所有机车再次得到了更大功率的12KVD18/21-AL4型发动机，额定功率达到1,200匹马力（883千瓦）。三轴转向架均为枢轴铰接。
在20世纪80年代，机车还试验性的搭载了功率为1,500匹马力（1,100千瓦）的12KVD18/21-AL5型增压发动机，但由于这款仍处于测试阶段的发动机并不可靠，并且当局已有大功率的132型及119型机车可用，因此批量改装并未实现。

## 版本类别
- 原型机车：001号及002号（由制造商持有，后被拆解）
- 试产机车：003号及004号（后被纳入量产机车）
- 小批量机车：005号至008号
- 059号、131号和203号机车装配了带有防眩目玻璃及棱角设计的光导纤维驾驶台（203号机车后来亦进行了此项改造）
- 9台企业专用机车自出厂起便修改了齿轮传动比（德语：Übersetzung (Technik)）（最高速度被限制为85公里/小时），并且不含供暖设施，它们被交付至洛伊纳化工厂（德语：Leunawerke）及布纳橡胶厂（德语：Buna-Werke）使用[4]。

### 亚型
- 118.0 － 四轴版本，2×900匹马力，120公里/小时
- 118.1 － 四轴版本，2×1000匹马力，120公里/小时
- 118.2–4 － 六轴版本，2×1000匹马力，120公里/小时
- 118.5 － 四轴版本，改造自118.0，2×1000匹马力，120公里/小时
- 118.6–8 － 六轴版本，改造自118.2–4，2×1200匹马力, 120公里/小时
- V 240 001 － 六轴版本（原型机），2×1200匹马力，改编自118 202，出厂最高限速为140公里/小时，作为118 202使用时被降低为120公里/小时
- 118 405 － 六轴版本，2×1400匹马力（2×12 KVD 18/21 AL-4型发动机，GSR 20/5,5型变速器（1980年）/GSR 30/5,7型变速器（1984年））
- 118 625 － 六轴版本，2×1500匹马力（2×12 KVD 18/21 AL-4型发动机，GSR 30/5,7型变速器)
- 118 124 － 四轴版本，2×1500匹马力（2×12 KVD AL 5型发动机，GSR 30/5,7型改装变速器), 120公里/小时

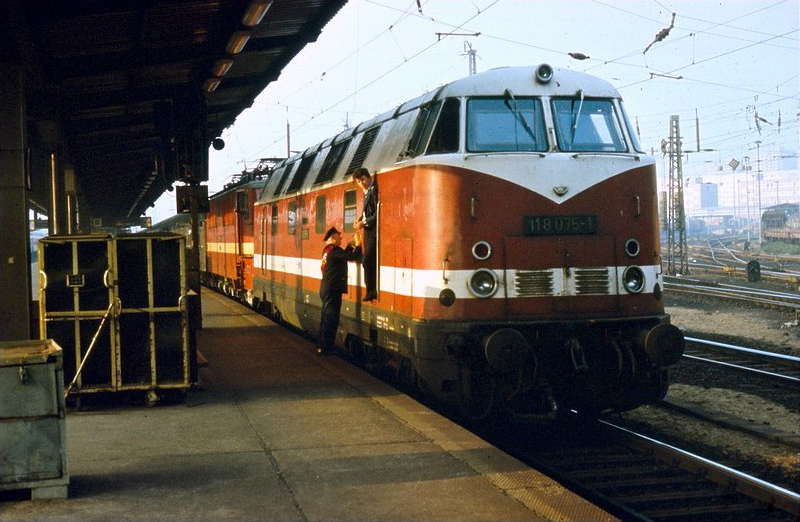
118.0型
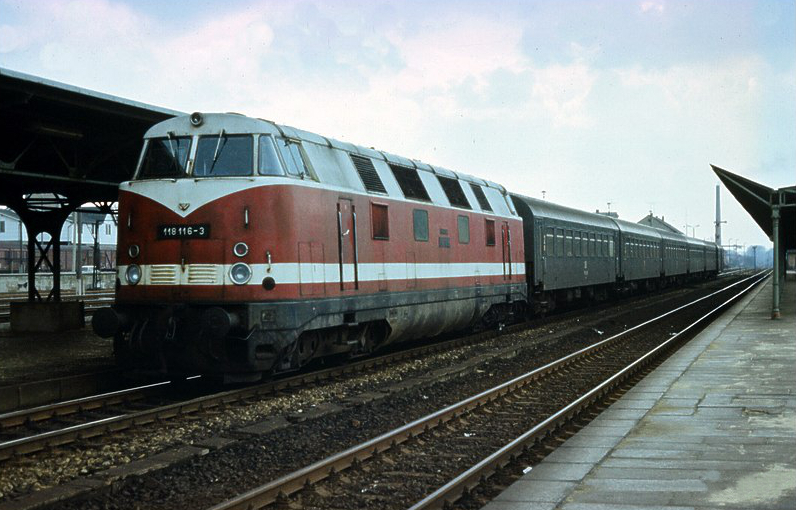
118.1型
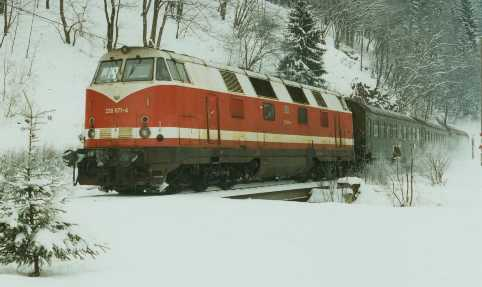
118.2-4型
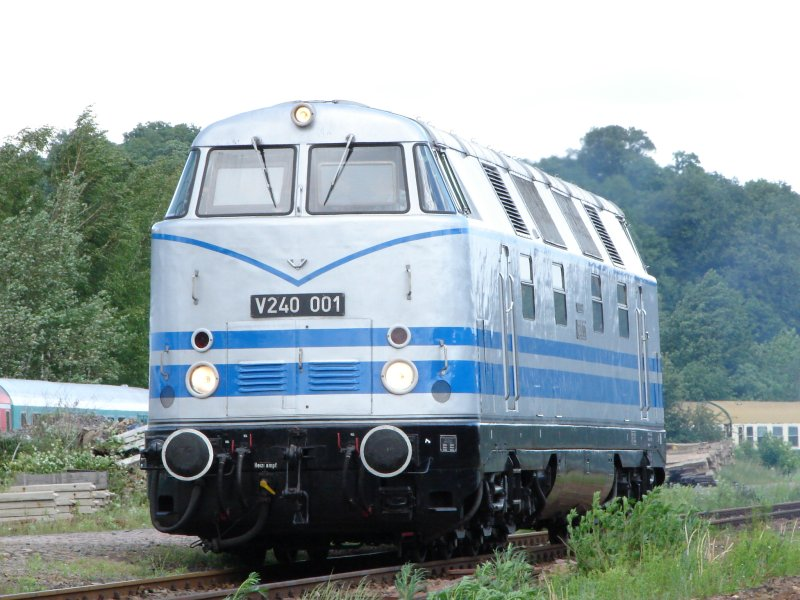
1200匹马力的V240 001号原型机
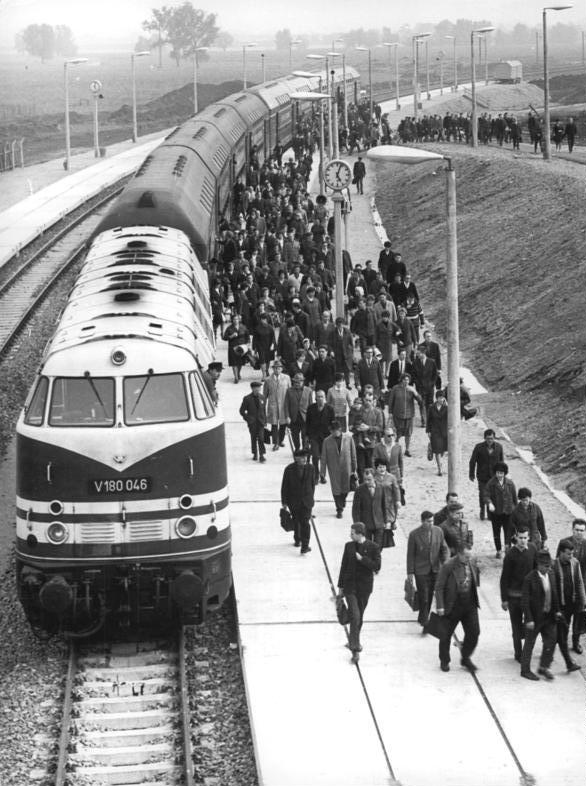
V180 046号机车于哈勒（1967年）
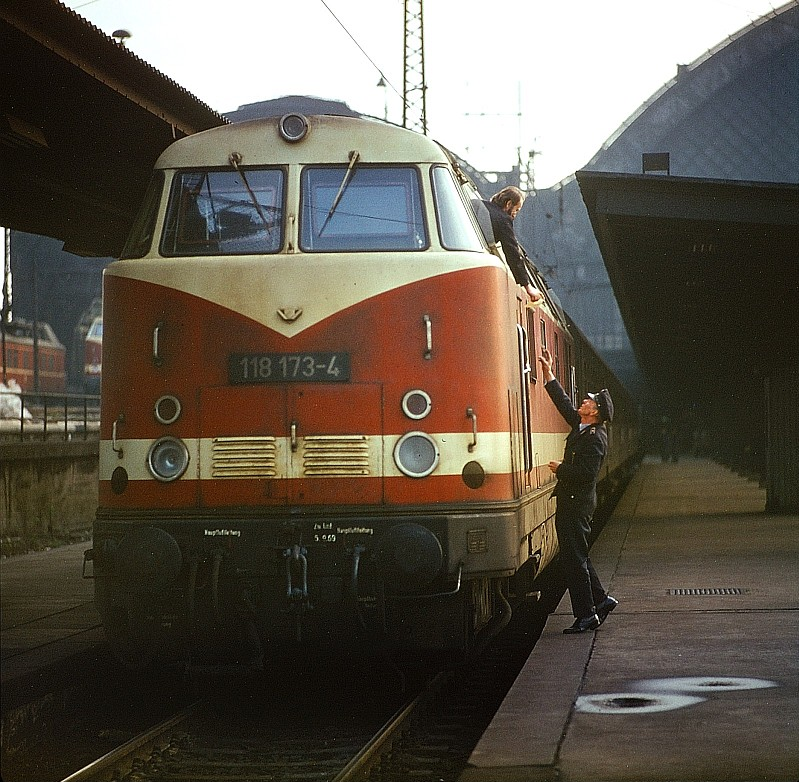
118 173-4号机车于德累斯顿（1972年）

## 运用
在苏联生产的大功率柴油机车232型交付之前，V180型机车主要用作牵引民主德国的快速列车。其中包括从西柏林至联邦德国的跨境运输。此外，它还被定期运用于并非为其所设的交路之中，例如原本由01型、01.5型、03型及03.10型蒸汽机车所担当的重载快速列车任务。118.2–4（.6–8）号是通用机车，因为其15.6吨的轴重可以适用于支线铁路的轻型道床。这些亚型同样被批准运用于陡峭线路。随着铁路客车逐渐使用通过列车管线传输的电力供暖装置取代了原本的蒸汽供暖，这一型号机车在客运方面的业务也宣告终结。此外德国大部分陡峭线路的铁路运输也已停办，因此这些机车都已不再需要。于是德国铁路股份公司在1995年最终退役了其最后一台V180型机车。
有三台这一系列的机车，118 548号、550号和552号在1990年4月被转配为民主德国的调车机车使用。它们主要运行于柏林-万湖车站至波茨坦中央车站之间，负责牵引跨国界的S-Bahn列车。如今由ITL铁路公司所持有的118 552号机车是最后一台处于运营状态的机车，它在当地被重漆成了绿色的涂装并以118 002号的编号继续运用。另外两台机车则在一次事故中遭受严重损坏而退役。其中115 548被作为展览机车而重建。
直至2005年，中德铁路公司（Mitteldeutschen Eisenbahn，简称MEG，德铁辛克铁路之子公司）仍然使用部分这一型号的机车于萨尔费尔德和巴特洛本施泰因周边的线路中运行，这是由于其它的机型经常出现问题。目前，仅有206号机车仍在MEG服役。MEG的其它同款机车则相继被封存或租赁至各铁路爱好者协会。其它的一些私营铁路运营商至今也仍然使用这款耐用的机车。其中由洛伊纳化工厂（今洛伊纳基建）持有的204号和205号机车自2012年起搭载了全新的卡特彼勒发动机。在现存的43台机车中仍有11台处于可运营状态（截至2013年1月）。

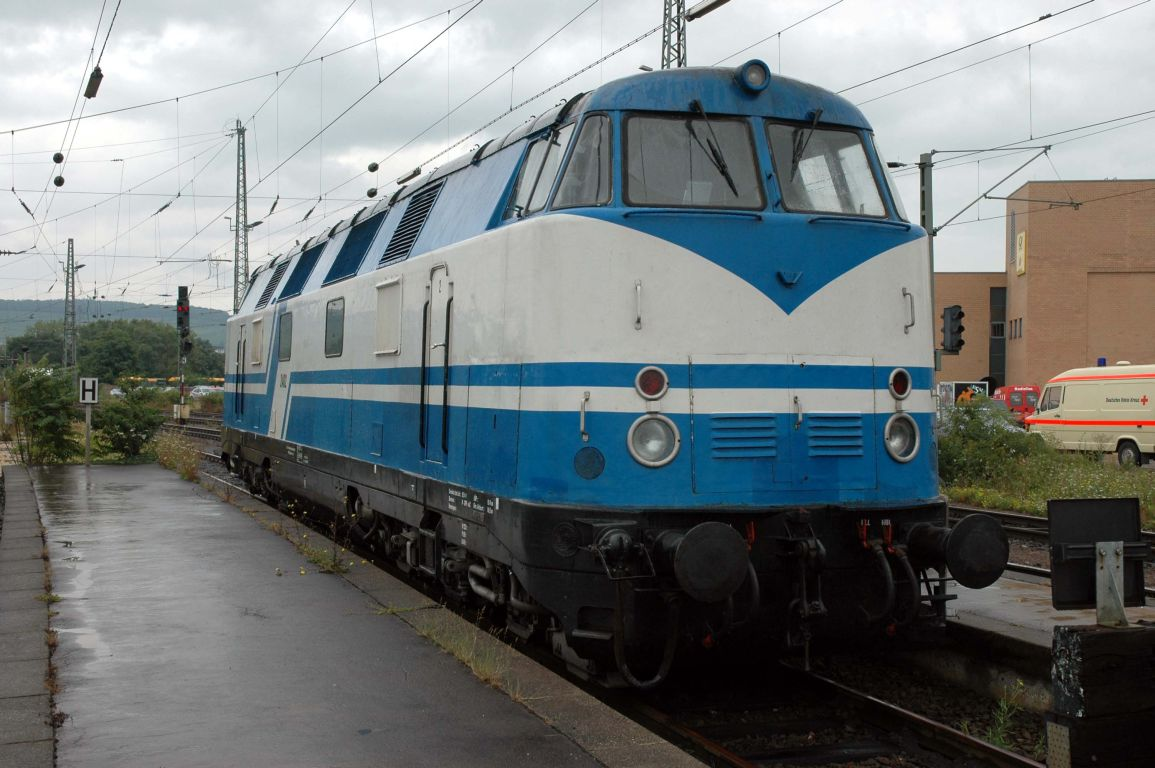
由私铁运用的原228 757号机车（2005年）
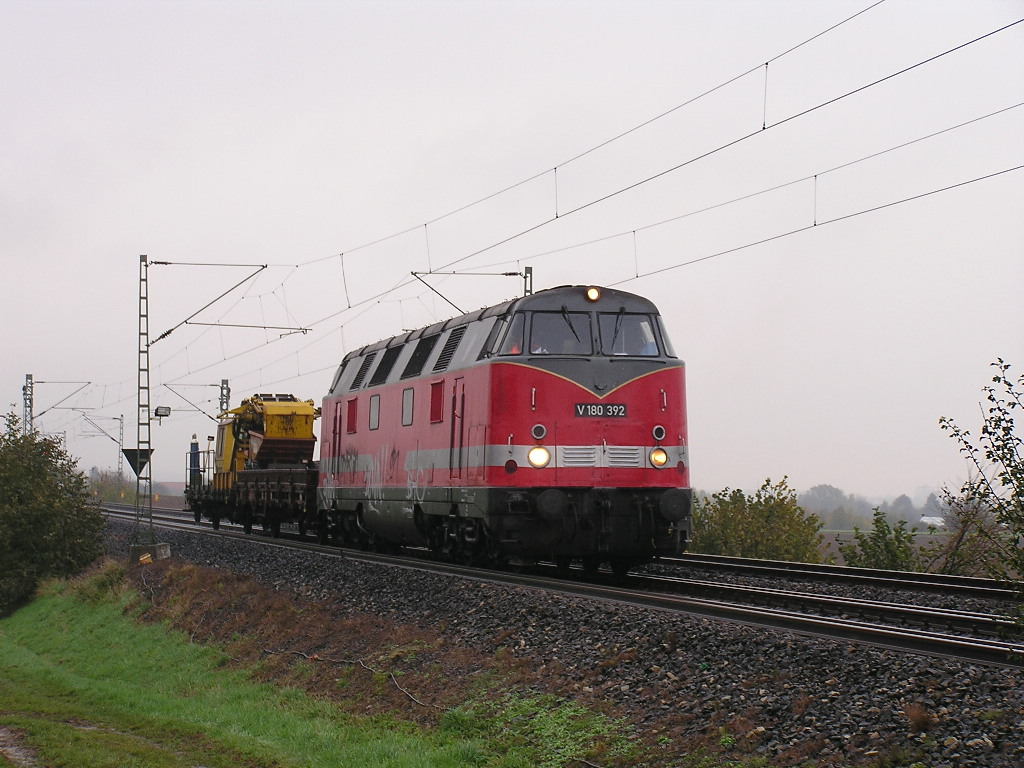
用于轨道工程建设的V180 392号机车（2006年）
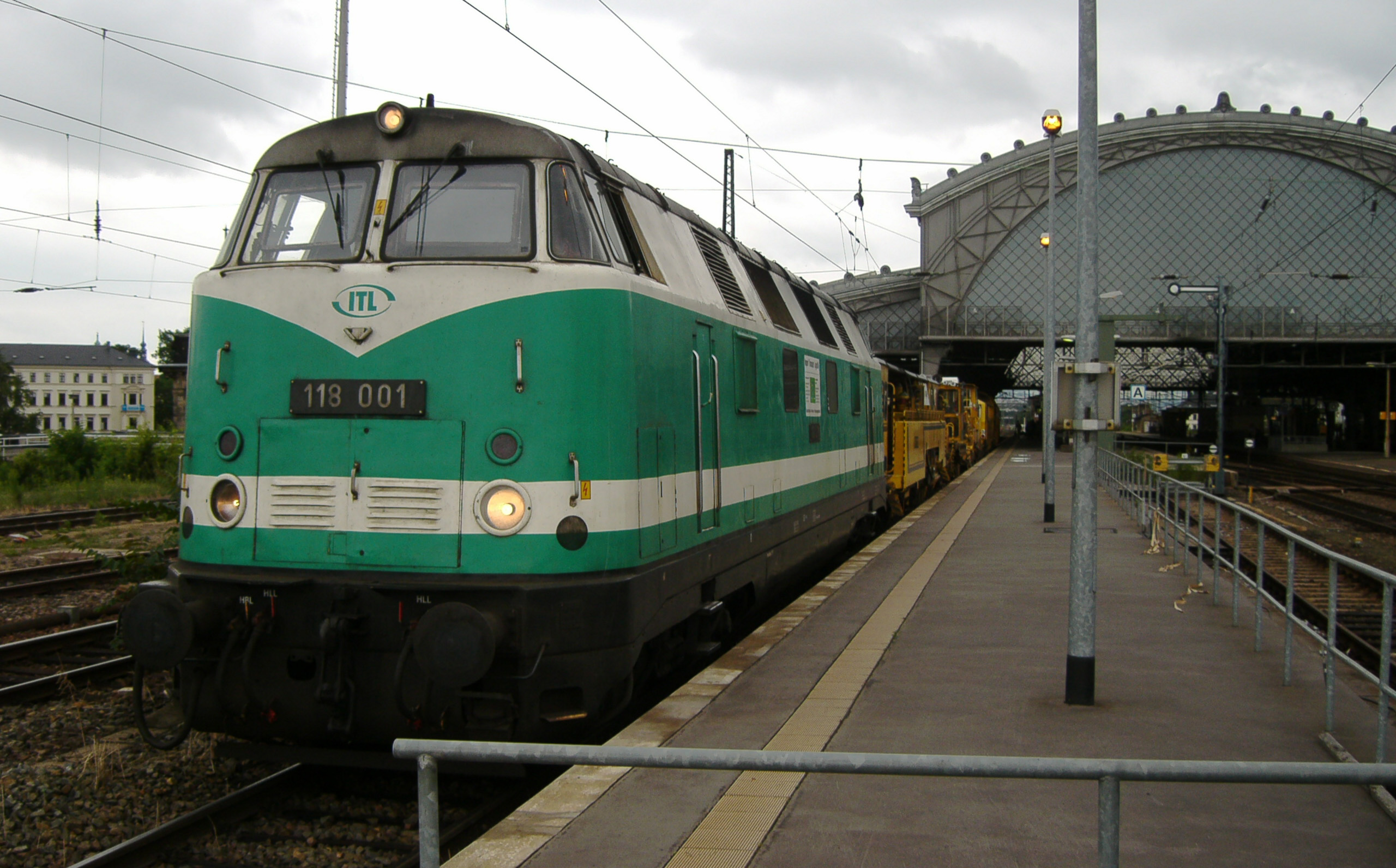
ITL（德语：ITL Eisenbahngesellschaft）的118 001号机车牵引轨道工程车辆（德语：Gleisbaumaschine）于德累斯顿
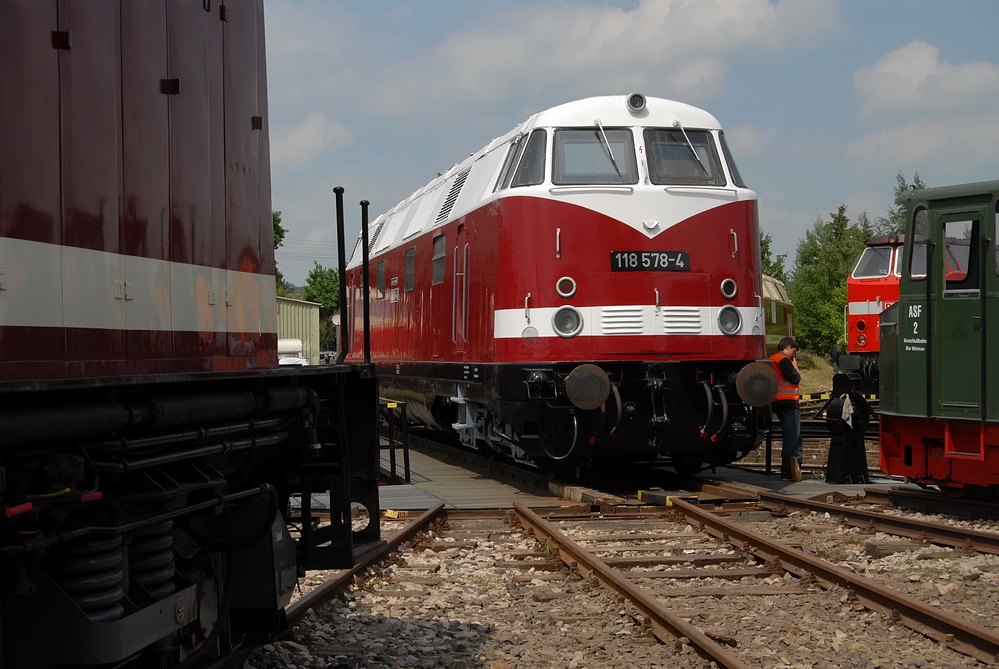
采用节约涂装（德语：Sparlackierung）的118 578号机车于魏玛
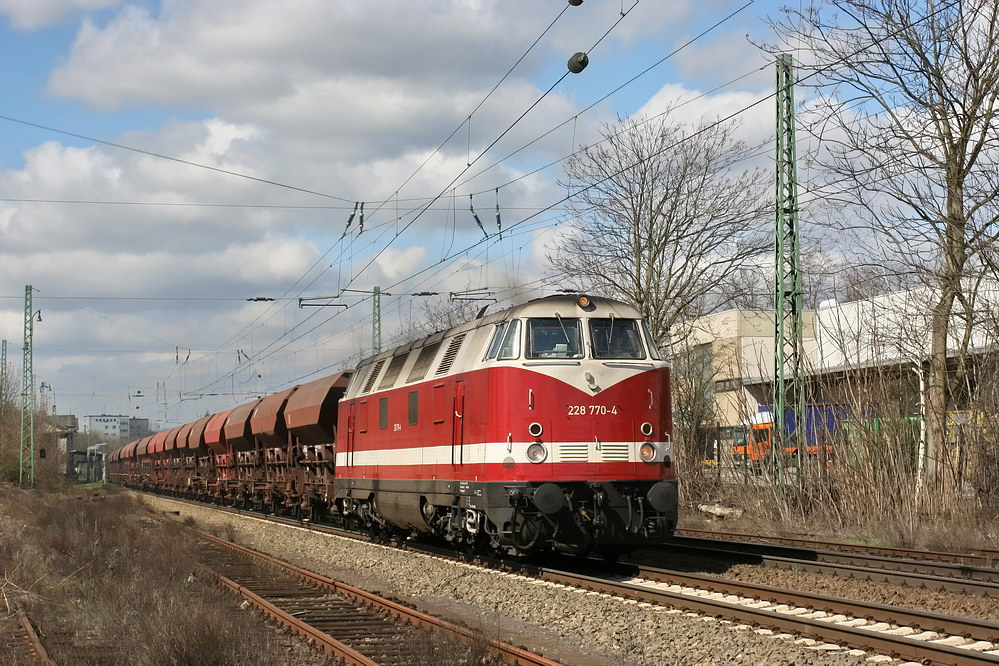
格劳豪铁道之友的228 770号机车于威斯巴登
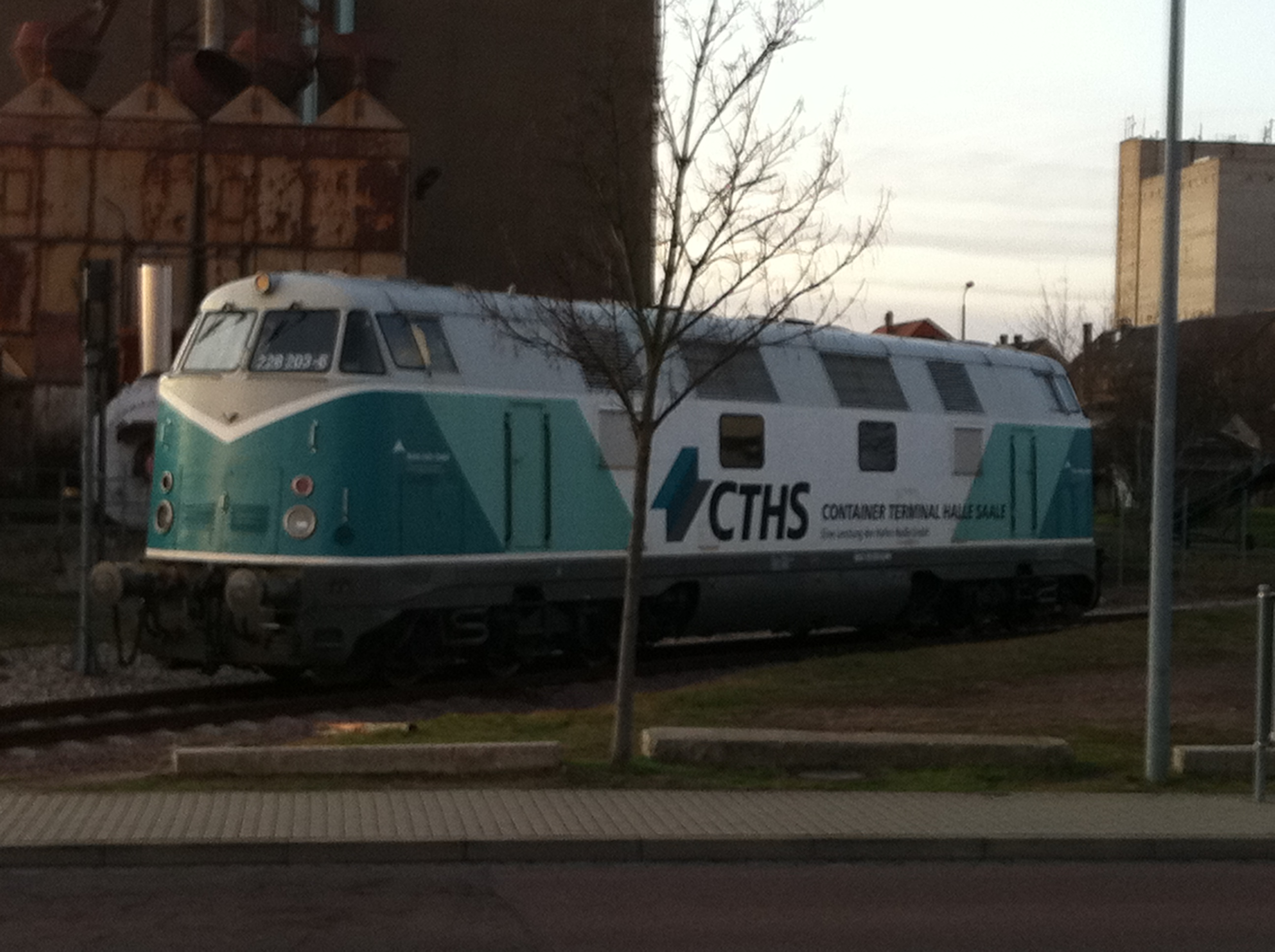
哈勒-特洛塔港口铁路（德语：Hafenbahn Halle-Trotha）的228型机车

## 馆藏机车
- 118 075号：德国科技博物馆，恢复出厂状态
- 118 118号：什未林市立博物馆
- 118 141号：萨克森铁道博物馆（德语：Sächsisches Eisenbahnmuseum）
- 118 202号：以V 240 001号的名义保存于德累斯顿交通博物馆（德语：Verkehrsmuseum Dresden）
- 118 505号：曾以V 180 005号的首台量产机车的名义保存于阿恩施塔特车辆段（德语：Bahnbetriebswerk Arnstadt）
- 118 578号：魏玛车辆段
- 118 586号：施塔斯富尔特博物馆
- 118 683号：纽伦堡交通博物馆[8]
- 118 692号：维滕贝格历史机车库（Historischer Lokschuppen Wittenberge）
- 118 770号：格劳豪铁道之友（Eisenbahnfreunde Glauchau）
- 118 776号：施瓦岑贝格博物馆
- 118 749号：阿恩施塔特车辆段
- 118 782号：萨克森铁道博物馆
- 118 788号：魏玛车辆段
- 118 802号：莱比锡南车辆段
- 布纳203号：魏玛车辆段